# Arafa Hussein Mustafa
Arafa Hussein Mustafa (* 27. Februar 1940 in Kairo, Ägypten; † 1. Januar 2019 in Halle (Saale)) war ein deutsch-ägyptischer Semitist. Er lehrte bis 2005 an der Martin-Luther-Universität Halle-Wittenberg.
Arafa Mustafa studierte an der University of Cairo und war Dozent der American University in Cairo. Er kam 1969 nach Halle an der Saale und wurde am Institut für Orientalistik der Martin-Luther-Universität Halle-Wittenberg promoviert. Das Hauptaugenmerk in Mustafas Forschungsspektrum galt dem Akkadischen und Ugaritischen, insbesondere der vergleichenden Grammatik. Des Weiteren wurden Arbeiten über das Mittelkanaanäische und das Aramäische erbracht. Während der gesamten Zeit in der DDR wurde er von der Staatssicherheit intensiv observiert und bespitzelt. Trotz der Gefahr "enttarnt" zu werden organisierte er die Flucht von Harald Funk (Arabist und Orientwissenschaftler) über Ägypten, mit Zwischenstopp in der BRD Botschaft Kairo, nach Westdeutschland. Dabei wurde Funk, der als Übersetzer für eine Gewerkschaftsfunktionärin nach Kairo kam, nachts vom Hotel durch den Fluchthelfer Refaat abdel Ghani zur Kairoer Familie von Arafa Mustafa gebracht. Von dort aus gelang ihm die weitere Flucht mit Ziel München, Funk's Geburtsort. Zwischen beiden Wissenschaftlern bestand eine lebenslange Freundschaft und produktive Zusammenarbeit. Von 1975 bis 1979 lehrte er an der Universität Mosul im Irak und kehrte aus beruflichen Gründen in die DDR zurück. Seine Aktivität als Fluchtkoordinator setzte er bis in die 80er Jahre fort und empfahl Fluchtrouten via Wien. Die Reisenden, hauptsächlich Syrische Akademiker mit DDR-Ehefrauen, sollte den Transitbereich verlassen und Asyl in der BDR wünschen. Als Codesprache bediente er sich dem Aramäischen und Texten aus dem Koran, somit für die Stasi vollkommen unverständlich. Von 1979 bis zur Pensionierung lehrte er als Hochschullehrer am Institut für Orientalistik in Halle, gab aber auch Unterricht im modernen Hebräisch und Aramäisch an der theologischen Fakultät. In der Wendezeit wurde er eingebürgert und nach der Wiedervereinigung konzentrierte sich seine Arbeit als kommissarischer Direktor auf die Neugestaltung und Evaluierung des Institutes für Orientalistik. Im Jahre 2005 schied Mustafa aus dem aktiven Lehrbetrieb des Institutes für Orientalistik aus und wurde pensioniert. Seine späteren Forschungsarbeiten konzentrierten sich auf die Fertigstellung mehrerer Bücher über die vergleichende Grammatik der semitischen Sprachen und die Betreuung des wissenschaftlichen Nachwuchses.
Zu seinen Schülern gehören Sebastian Günther, Professor für Arabistik und Islamwissenschaft an der Universität Göttingen, und Harald Funk, Autor des Langenscheidt-Sprachkurses „Arabisch“. 

## Schriften
- Maqalani fi 'ilmi l-lugati s-samiyya. (Zwei Aufsätze – E. Ullendorf und J. Oelsner – zur semitischen Sprachwissenschaft, aus dem Englischen bzw. Deutschen übersetzt, kommentiert und annotiert). Kairo 1998
- Spuren der kanaanäischen Mythologie in islamischen Überlieferungen. Hallesche Beiträge zur Orientwissenschaft – Heft 32/2001.
- Inkulturation des Christentums im Sasanidenreich. Hrsg. von Arafa Mustafa und Jürgen Tubach in Verbindung mit G. Sophia Vashalomidze. Wiesbaden: Reichert, 2007. ISBN 3-89500-560-6
- Untersuchungen zu Satztypen in den epischen Texten von Ugarit. Dissertation – PhD-Thesis. Martin-Luther-Universität Halle-Wittenberg. Mustafa, Arafa. (1974)
- Barfuß in die Moschee. Eine religionsgeschichtliche Skizze. Von Karl-Martin Beyse und Arafa Mustafa. In: Wissenschaftliche Zeitschrift der Martin-Luther-Universität Halle-Wittenberg. Gesellschafts- und sprachwissenschaftliche Reihe 41, 53–57. (1992)